# Distretto di Jalaun
Jalaun è un distretto dell'India di 1 455 859 abitanti. Capoluogo del distretto è Orai.